# Grammia edwardsi
Grammia edwardsi är en fjärilsart som beskrevs av Richard Harper Stretch 1872. Grammia edwardsi ingår i släktet Grammia och familjen björnspinnare. Inga underarter finns listade i Catalogue of Life.